# 모토로라 트라이엄프
모토로라 트라이엄프(영어: Motorola Triumph)는 모토로라 모빌리티에서 제조/판매하는 안드로이드 스마트폰이다. 출시당시 안드로이드 2.2 프로요를 탑재하였다.

## 출시국가

### 표준모델
- 미국

그 외 다수 국가

## 색상
- 프리미엄 블랙

## 같이 보기
- 갤럭시 넥서스